# Jiří Novotný (calciatore)
Jiří Novotný (Praga, 7 aprile 1970) è un ex calciatore ceco, di ruolo centrocampista.

## Carriera

### Nazionale
Ha giocato per la Cecoslovacchia e quindi per la Repubblica Ceca; in totale, ha giocato 33 partite con le nazionali segnando 2 gol.
Ha partecipato ad Euro 2000.

## Palmarès

### Competizioni nazionali
- Campionato cecoslovacco: 4

Sparta Praga: 1988-1989, 1989-1990, 1990-1991, 1992-1993
- Campionato ceco: 6

Sparta Praga: 1993-1994, 1994-1995, 1996-1997, 1997-1998, 1999-2000, 2000-2001
- Coppa di Cecoslovacchia: 2

Sparta Praga: 1988-1989, 1991-1992
- Coppa della Repubblica Ceca: 1

Sparta Praga: 1995-1996

### Competizioni internazionali
- Coppa Piano Karl Rappan: 1

Sparta Praga: 1989